# 太原王 (箕子朝鲜)
礼（？—前968年），是古朝鲜之箕子朝鲜的君主，子姓。东史年表认为在位於前972年至前968年，諡號太原王（韓語：태원왕），後王位由兒子莊繼承。